# Silène des rochers
Espèce
Classification phylogénétique
Le Silène des rochers, Atocion rupestre (anciennement Silene rupestris), est une espèce de plantes herbacées de la famille des Caryophyllacées et du genre Atocion.

## Description

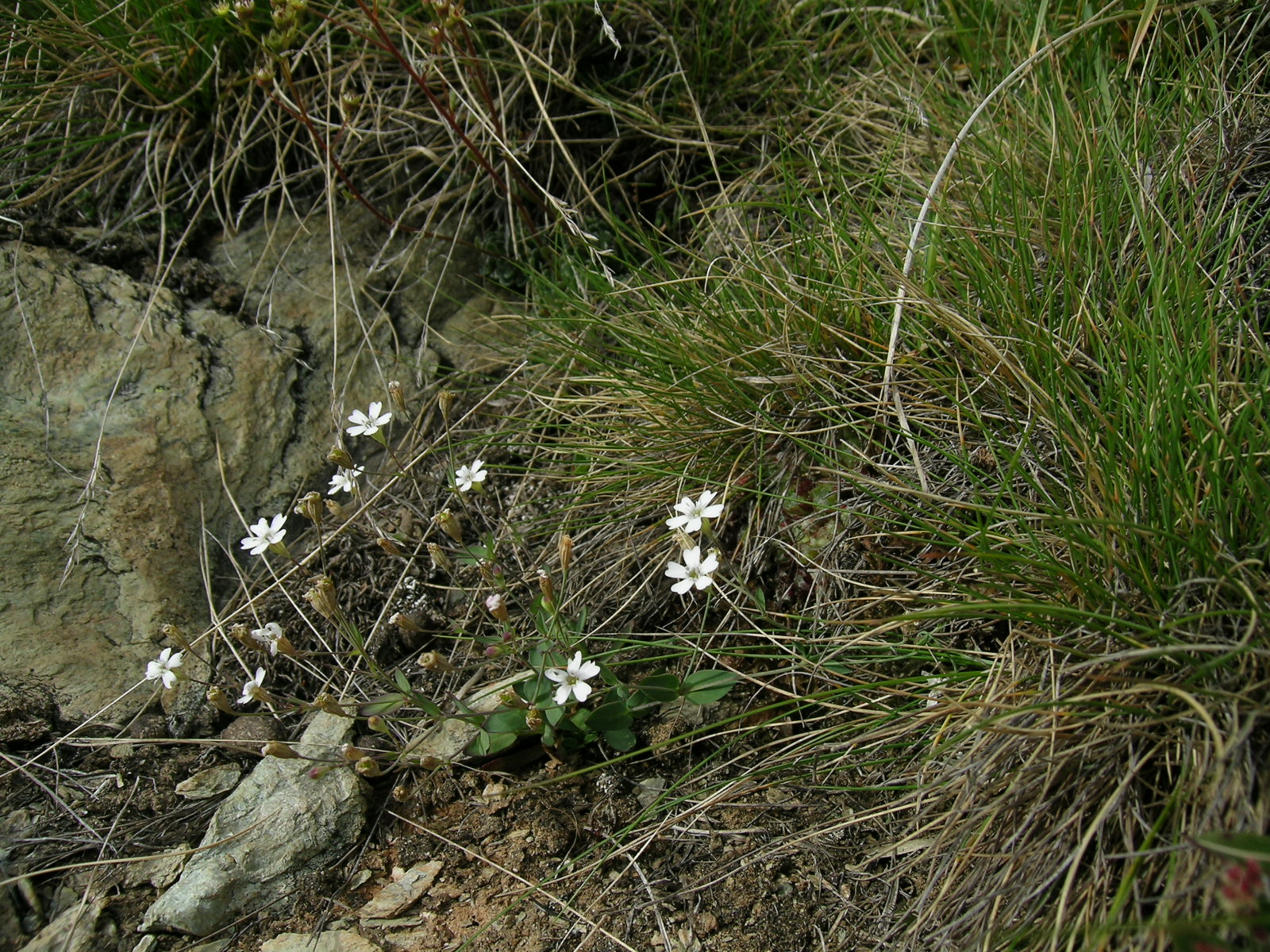
Silène des rochers

Le Silène des rochers ne ressemble pas aux autres silènes avec ses petites fleurs blanches aux pétales échancrés. Sa tige est grêle avec des feuilles opposées. Confusion possible avec la Gypsophile rampante.

## Habitats
Il fleurit de mai à septembre dans les éboulis d'altitude de 1 500 à 3 000 mètres.

## Taxonomie
Le nom correct complet (avec auteur) de ce taxon est Atocion rupestre (L.) Oxelman.
L'espèce a été initialement classée dans le genre Silene sous le basionyme Silene rupestris L..

### Noms français
Ce taxon porte en français les noms vulgarisés et normalisés suivants : Silène des rochers,,,, Silène rupestre,,, Atocion rupestre,, Atocion des rochers,. Le nom Silène des rochers est considéré celui qui est recommandé.

### Synonymie
Atocion rupestre a pour synonymes :
- Alsine sagina Crantz
- Cucubalus saxatilis Lam.
- Minjaevia rupestris (L.) Tzvelev
- Oncerum rupestre (L.) Dulac
- Silene alpestris Willd.
- Silene kaulfussii Spreng.
- Silene rupestris L.